# Толстой, Дмитрий Александрович
Граф Дми́трий Алекса́ндрович Толсто́й (1754 — 30 июля 1832) — тайный советник из рода Толстых, могилёвский губернатор (1811—1818). Старший брат приближённых Александра I — Николая и Петра Толстых.

## Биография
Сын графа Александра Петровича Толстого (1719—1792) от брака его с Евдокией Львовной Измайловой (1731—1794). Внук Л. В. Измайлова и П. П. Толстого, правнук И. И. Скоропадского и М. М. Голицына.
Своей карьерой обязан во многом родством (двоюродный брат) с фельдмаршалом Николаем Салтыковым. С 1785 года — капитан лейб-гвардии Семёновского полка, участвовал в русско-шведской войне 1788—1790 годов. С 1793 по 9 января 1798 года — командир Псковского драгунского полка, полковник.
С 12 февраля 1812 года по 1818 год занимал должность могилёвского губернатора, действительный статский советник. Был произведён в тайные советники 7 апреля 1817 года. Узнав о приближении французской армии 7 июля 1812 года, не покинул город, организовывал его оборону:

Дмитрий Александрович Толстой, узнав о подступах врага к городу, послал всего несколько десятков человек внутренней стражи навстречу неприятелю. Стражники дошли до первых французских пикетов, взяли в плен француза и от него получили дополнительные сведения. На следующий день воины внутренней стражи храбро встретили вражеские разъезды.
Владелец 19 тысяч десятин земли и леса в Быховском уезде, граф Толстой много сил и времени отдал попечению об устроении усадьбы Грудиновка, где завёл мануфактуру и образцовый конный завод. После выхода в 1818 году в отставку решил не возвращаться в столицы и поселился в Грудиновке. Похоронен был в усадебной церкви. Сыну Павлу оставил наследство в виде 1147 крепостных и долг на сумму 67 757 рублей.

## Награды
- орден Святого Георгия 4-й степени за отличие (1794)
- орден Святой Анны 1-й степени
- орден Святого Владимира 2-й степени
- именная золотая шпага с надписью «За храбрость»[4].

## Семья
Жена (с 23 января 1788 года) — княжна Екатерина Александровна Вяземская (1769—06.07.1824), дочь генерал-прокурора князя А. А. Вяземского и его жены Елены Никитичны, имели многочисленное потомство:
- Александра (25.10.1788—22.08.1847), фрейлина, отличалась красотой и была воспета Н. М. Карамзиным; замужем с 1806 года за М. Ф. Влодеком.
- Елена (17.11.1789[11]— ?)
- Евдокия (16.01.1791[12]—10.11.1856), фрейлина, жена действительного статского советника Александра Петровича Лачинова (1791—14.VI.1850)[13],
- Наталья (1793— ?), фрейлина двора.
- Александр (1794—1856), полковник.
- Николай (1796—1876), полковник в отставке, действительный статский советник, чиновник особых поручений по Государственному контролю.
- Павел (1797—1875) — российский государственный деятель, камергер (1836), тайный советник (1846).
- Елизавета (15.12.1800—12.02.1875), в замужестве за Михаилом Ивановичем Голынским.
- Михаил (1804—1891) — полковник, общественный деятель, гласный Одесской городской думы.
- Екатерина (1805—1871; в замужестве (с 2 сентября 1823 года)[14] за генерал-майором Платоном Ивановечем Голубцовым; с 1851 по 1871 года состояла начальницей Киевского института благородных девиц)
- Константин (1806— ?), майор.
- Анна (1806—1853)
- Елена (1808— ?).

Среди внуков — М. П. Толстой, М. М. Толстой, Е. М. Завадовская.

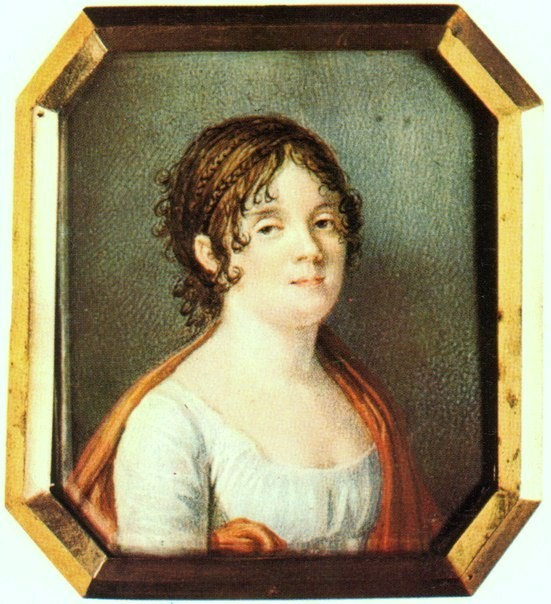
Екатерина Александровна Вяземская, 1800-е гг.
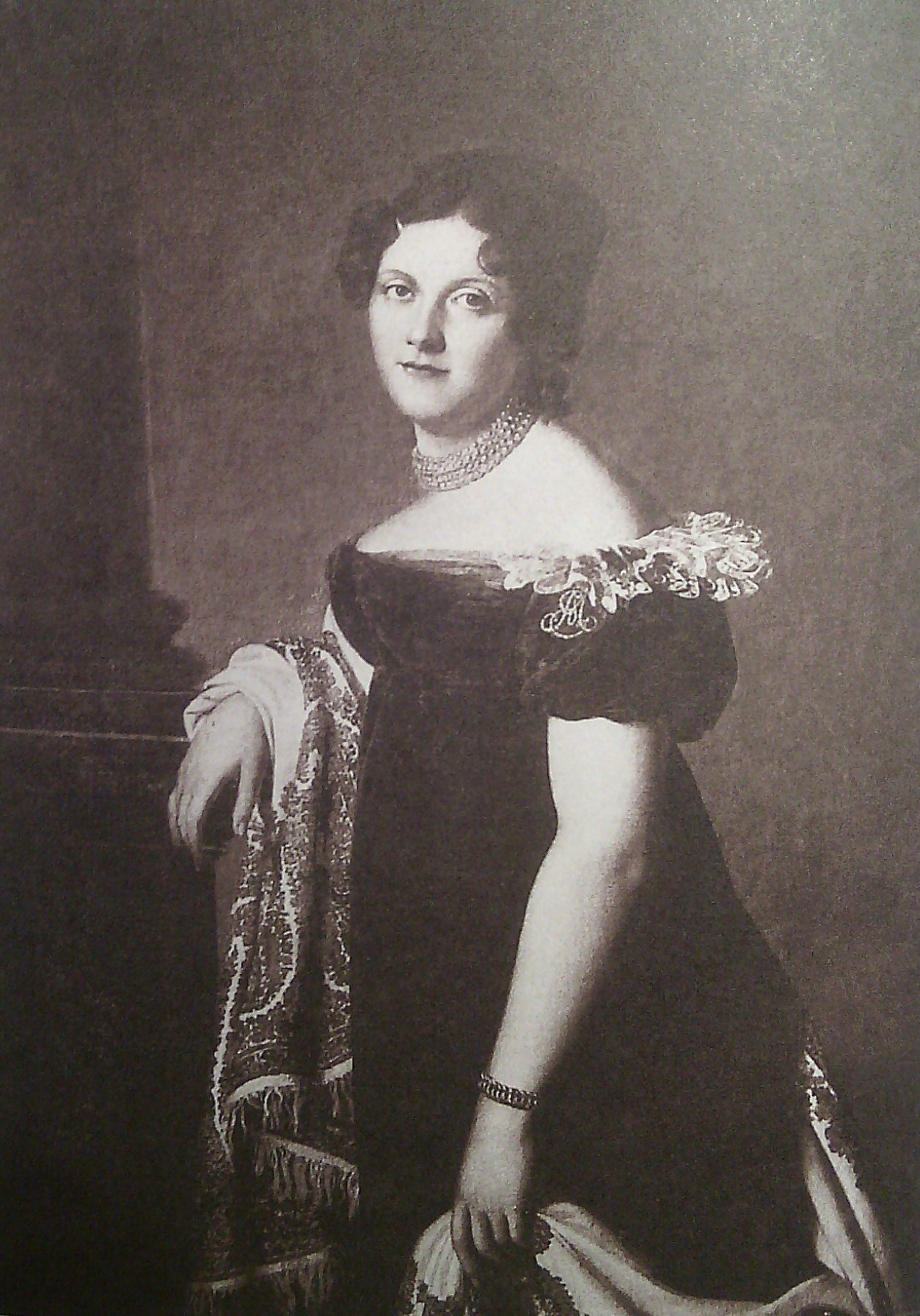
Евдокия Дмитриевна Толстая с фрейлинским шифром
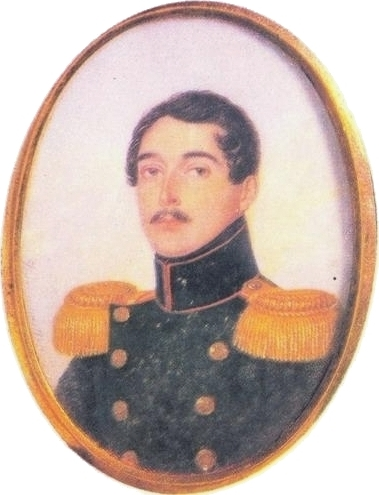
Михаил Дмитриевич Толстой, 1830-е гг.
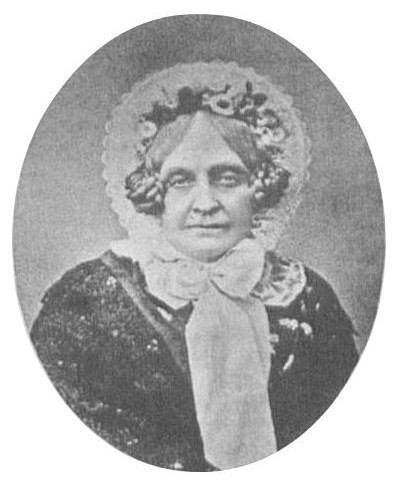
Екатерина Дмитриевна Толстая, в замужестве Голубцова,1860-е гг.